# La Unión (kanton)
La Unión is een stad (ciudad) en gemeente (cantón) in de provincie Cartago van Costa Rica. Met zijn 108.000 inwoners is deze gemeente de elfde grootste van het land.
De gemeente is opgericht in 1848 en wordt onderverdeeld in acht deelgemeenten (distrito): Tres Ríos (de hoofdstad), Concepción, Dulce Nombre, Río Azul, San Diego, San Juan, San Rafael en San Ramón.